# 吉夫伦加
吉夫伦加（義大利語：Gifflenga），是意大利比耶拉省的一个市镇。总面积2平方公里，人口135人，人口密度67.5人/平方公里（2009年）。ISTAT代码为096027。